# Erwan Bergot
Erwan Bergot (Bordeaux, 27 gennaio 1930 – Parigi, 1º maggio 1993) è stato un militare e scrittore francese, ex ufficiale della Legione straniera francese della quale è considerato lo storico.

## Biografia
Nato da genitori bretoni, Erwan Bergot è stato un brillante studente presso le scuole dei Gesuiti prima di ottenere la laurea in lettere. Il suo carattere deciso lo portò nel 1951 a intraprendere la carriera militare. Giovane ufficiale partecipò alla guerra d'Indocina, ove servì al 6º Battaglione paracadutisti coloniali, poi passò al comando della compagnia mortai del 1º Battaglione paracadutisti straniero combattendo nella battaglia di Dien Bien Phu. Catturato subì la durezza dei campi di prigionia dei Viet Minh. 
Richiamato in servizio nel 1955 durante la guerra d'Algeria nei ranghi del 2e Régiment étranger de parachutistes, nel 1961 fu ferito gravemente in combattimento all'occhio destro contro gli insorti del FLN nella provincia di Costantina. Congedato nel 1965 dall'esercito divenne un apprezzato giornalista e scrittore. 
Erwan Bergot è l'autore di molti scritti riguardanti fatti militari e vinse numerosi premi letterari tra cui il Prix dell'Accademia Francese e il premio Claude Farrère. Decorato ufficiale della Legion d'Onore e di dieci decorazioni militari di guerra (tre ferite e sette citazioni), è morto nel 1993.

## Scritti
- Deuxième classe à Dien-Bien-Phu, La table ronde, 1964
- Mourir au Laos, France-empire, 1965
- Les petits soleils, France-empire, 1967
- Prenez-les vivants, Balland, 1972
- La Légion, Balland, 1972
- L'Afrikakorps, Balland, 1972
- Vandenberghe, le pirate du delta, Balland, 1973
- Les héros oubliés, Grasset, 1975
- La Légion au combat, Narvik, Bir-Hakeim, Dièn Bièn Phu, Presses de la cité, 1975
- Le dossier rouge, services secrets contre FLN, Grasset, 1976
- L'homme de Prague, Presses de la cité, 1975
- Bataillon Bigeard, Indochine 1952-1954, Algérie 1955-1957, Presses de la cité, 1976
- Les Cadets de la France Libre, Presses de la cité, 1978
- Commandos de choc en Indochine, les héros oubliés, Grasset, 1979
- Les 170 jours de Dien Bien Phu, Presses de la cité, 1979
- La 2 D.B., Presses de la Cité, 1980
- La guerre des appelés en Algérie 1956-1962, Presses de la cité, 1980
- Les sentiers de la guerre (roman)
  - T.1 : Les sentiers de la guerre, Presses de la Cité, 1981
  - T.2 : Frères d'ames, Presses de la Cité, 1982
  - T.3 : Le flambeau, Presses de la Cité, 1983
- La Coloniale du Rif au Tchad, 1925-1980, Presses de la Cité, 1982
- Bataillon de Corée, les Volontaires Français, 1950-1953, Presses de la Cité, 1983
- Le régiment de marche de la Légion, Presses de la Cité, 1984
- L'héritage, Presses de la Cité, 1985
- Gendarmes au combat, Indochine 1945-1955, Presses de la Cité, 1985
- 11 Choc, Presses de la cité, 1986
- Convoi 42, la marche à la mort des prisonniers de Dien Bien Phu, Presses de la Cité, 1986
- La bataille de Dong Khê, la tragédie de la R.C.4, Indochine, mai-octobre 1950, Presses de la cité, 1987
- Bigeard, Perrin, 1988
- Bir Hakeim : février-juin 1942, Presses de la Cité, Paris, 1989
- Sud lointain (roman)
  - T.1 : Le courrier de Saïgon, Presses de la Cité, 1990
  - T.2 : La Rivière des Parfums, Presses de la Cité, 1990
  - T.3 : Le maître de Baotan, Presses de la Cité, 1991
- Indochine 1951, l'Année de Lattre, une Année de Victoires
- Opération Daguet, Presses de la cité, 1991 (avec Alain Gandy)